# Comuna de Lututów
Lututów (polaco: Gmina Lututów) é uma gminy (comuna) na Polónia, na voivodia de Lodz e no condado de Wieruszowski. A sede do condado é a cidade de Lututów.
De acordo com os censos de 2004, a comuna tem 4827 habitantes, com uma densidade 64,2 hab/km².

## Área
Estende-se por uma área de 75,13 km², incluindo:
- área agricola: 83%
- área florestal: 12%

## Demografia
Dados de 30 de Junho 2004:
|                      | Total   | Total | Mulheres | Mulheres | Homens  | Homens |
| -------------------- | ------- | ----- | -------- | -------- | ------- | ------ |
|                      | pessoas | %     | pessoas  | %        | pessoas | %      |
| População            | 4827    | 100   | 2443     | 50,6     | 2384    | 49,4   |
| Densidade (pop./km²) | 64,2    | 100   | 32,5     | 32,5     | 31,7    | 31,7   |

De acordo com dados de 2002, o rendimento médio per capita ascendia a 1345,35 zł.

## Comunas vizinhas
- Biała, Czarnożyły, Galewice, Klonowa, Ostrówek, Sokolniki, Złoczew